# Przemysł drzewny

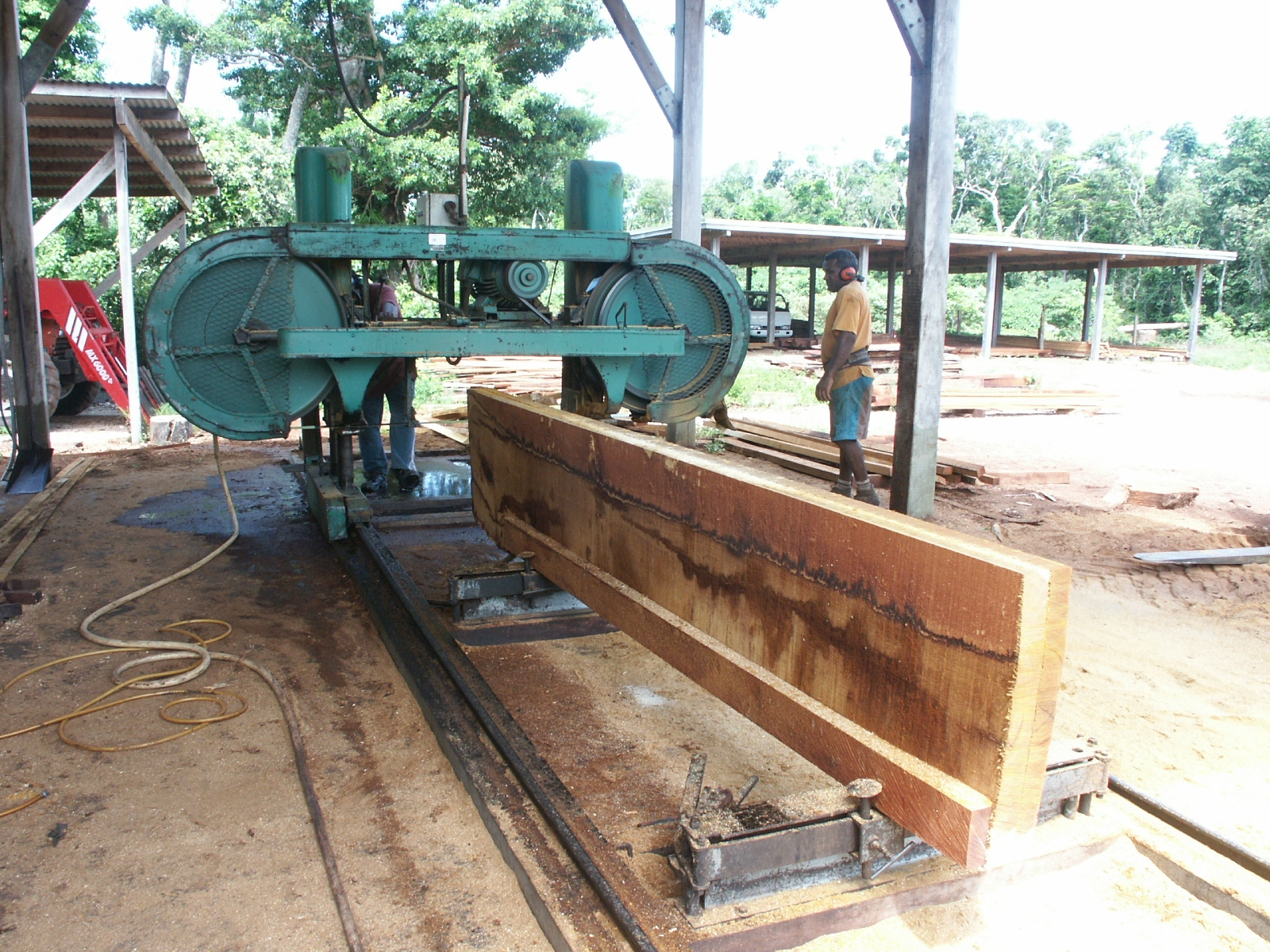
Przemysł drzewny (tartak)

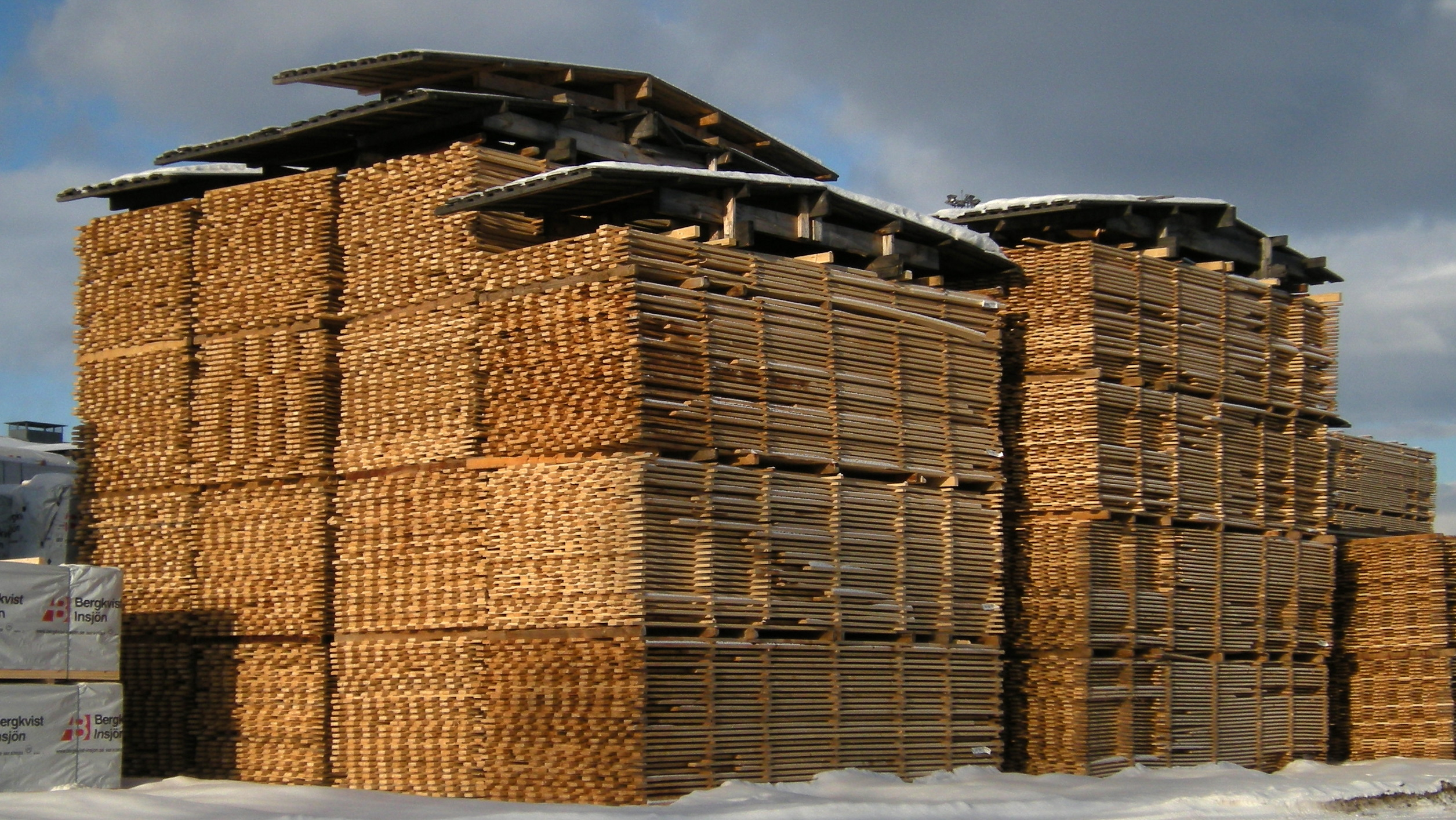
Przemysł drzewny (skład tarcicy)

Przemysł drzewny – gałąź przemysłu drzewno-papierniczego wykorzystująca do produkcji obróbkę określonych gatunków drewna.
Wśród branż przemysłu drzewnego wyróżnia się przemysł:
- tartaczny (tartacznictwo) – obejmujący: tartaki, wytwórnie materiałów podłogowych oraz nasycalnie drewna
- meblarski i wyrobów stolarskich
- płyt i sklejek – wytwórnie płyt takich jak: płyty pilśniowe, płyty wiórowe, płyty paździerzowe
- stolarki budowlanej – wytwórnie przenośnych budynków drewnianych oraz elementów konstrukcyjnych budynków drewnianych
- opakowań drewnianych

Oprócz powyższych przemysł drzewny obejmuje również: wytwórnie sprzętu biurowego, narzędzi, przyborów kreślarskich, galanterii drzewnej oraz wyrobów z wikliny, trzciny oraz korka.